# Ozsvári Csaba
Ozsvári Csaba (Budapest, 1963. – Óbudavár, 2009. július 9.) a Jeruzsálemi Szentsír Lovagrend és a Magyar Schönstatt Családmozgalom tagja, Pro Dioecesi Vaciensi-kitüntetéssel, posztumusz Pro Ecclesia Hungariae és posztumusz Magyar Örökség díjjal kitüntetett ötvösművész maradandót alkotott a liturgikus és szakrális művészetben. 

## Életpályája
Házasságukból öt gyermek született. 1982-től 1987-ig a Magyar Iparművészeti Főiskolán tanult, mestere Engelsz József volt.
Szerte az országban és külföldön kelyhek, misekönyv-borítók, ereklyetartók, szentségtartók, kapuk hirdetik különleges és egyedi munkásságát.
Nevét a széles nyilvánosság akkor ismerte meg, amikor a magyar katolikus püspöki kar ajándékaként 1991-es magyarországi látogatására evangéliumoskönyv-borítót készített II. János Pál pápának; a liturgikus eszközt az egykori egyházfő utódai is használják.
Ozsvári Csaba, 2009. július 9-én, a Magyar Schönstatti Szövetség ünnepségén megújította a szeretetszövetséget, felajánlotta életét, Magyarország lelki megújulásáért. Az esti harangszó kondításakor váratlanul elhunyt.
Az általa készített Missziós kereszt a Budapesten, 2021-ben megrendezett 52. Nemzetközi Eucharisztikus Kongresszus szimbóluma lett. A Szentatya előzőleg Rómában megáldotta, majd bejárta a Kárpát-medence templomait. A keresztet behálózó leveles-indás mintázatban az ősi magyar életfamotívumból ered. Középpontjában ezüst tokban egy Szent Kereszt-ereklye látható, melyet a magyar, illetve magyar vonatkozású boldogok és szentek ereklyéi vesznek körbe. A Missziós kereszt ott állt a Kongresszus ünnepi zárómiséjén is, amelyet Ferenc pápa tartott. Megható volt látni, hogy a misekönyv borítót, az oltári keresztet és az áldozó kelyhet is Ozsvári Csaba készítette. 
A Magyar Schönstatt Családmozgalom a Schönstatt közösség 2013-ban kezdeményezte a boldoggá avatását. 
Papok és világiak részvételével bizottság alakult Ozsvári Csaba emlékének ápolására és boldoggá avatásának elősegítésére.    

## Magáról és művészetéről így vallott
„A művészetben és a művészeten kívül engem nem érdekel más, mint Jézus Krisztus. És semmi másról nem akarok szólni, csak az Isten dicsőségéről. Ha ez nem megy, akkor inkább hallgatok. Hívő emberként Isten közelségére vágyom. Társaságát keresem a szentmisében, imádságban, a családomban és a mindennapi munkámban. Amikor dolgozom, az ábrázolandó témában vagy liturgikus tárgyban újra és újra meg kell élnem személyes kapcsolatomat Istennel. Ez nélkülözhetetlen a szakrális művészet területén. Hívőként végzem munkámat. Mindig Istenbe kapaszkodva és mindig az Egyház közösségében. A szenvedő Jézus Krisztus ábrázolásakor a Megfeszített testének, sebeinek és arcvonásainak megformálásakor sokszor megrendítő az Ő közelsége. Megrendítő és félelmetes, de csodálatos is, mert csak az Ő közelségében élhető az Élet. Valamit ilyenkor megsejt az ember a végtelen Istenről… Számomra a művészetnek egyértelműen vallásos rendeltetése van. Célját abban foglalhatom össze: nagy érzelmi hatást keltve művelje a lelket, tegye képessé a szenvedélyes életre, a jóra, a szépre, az igazra és készítsen fel a halálra, az Istennel való végső találkozásra. Lehet, hogy itt, a huszadik század végén túl idegenül hangzanak ezek a szavak. De én csak erről akarok beszélni, és semmi másról, mert másról beszélni nem érdemes. Csak olyan művészetet szabad csinálni, amely az embert eredeti lényében szólítja meg, abban, ami romlatlan és gyermek mindenkiben, minden korban és minden körülmények között. E megszólításra felébred az ember igazi lénye, szomjúsága a végső, örök dolgok iránt, és vágyakozása Isten felé. Nem érdekel sem stílus, sem korszerűség, sem az a számomra ismeretlen fogalom, hogy modernség. Mert minden művészet egyedüli oka és végső célja csak az lehet, hogy a Mindenható Örök Istent dicsőítse, és ezt az eltorzított arcú emberiséget újra felemelje Istenhez. Ahol ezt a célt nem találjuk, ott nincs semmiféle művészet, csak ördögi zűrzavar, és nem is érdemes róla beszélni.”

## Díjak, elismerések
- 1999. Pro Dioecesi Vaciensi-kitüntetés a Váci Püspökségtől,  2009. Posztumusz Pro Ecclesia Hungariae-díj a Magyar Katolikus Püspöki Konferenciájától,  2013. Posztumusz Magyar Örökség díj.

## Kiállítások
- 1991. Részt vesz a Szombathelyi Képtár egyházművészeti kiállításán, 1995. Egyházművészeti kiállításon vesz részt a Párizsi Magyar Intézetben,  1996. Csongrádi Tiszai Galéria,  1997. „Officium” címmel, gyűjteményes kiállítás a Budavári Nagyboldogasszony-templomban,  1997. Pompei,  1998. Kiállítás Kisléghi Nagy Ádám festőművésszel közösen „Ars Sacra” címmel a Tihanyi Bencés Apátságban.  1998. Részt vesz a Szent István Társulat szervezésében, a Mai egyházművészet című kiállításon, a Római Magyar Akadémián,  1999. Részt vesz az Engelsz József tanítványai című kiállításon a Magyar Iparművészeti Múzeumban,  2008. Részt vesz a Karácsonyi tárlaton a Vízivárosi Galériában  2010. Kiállítják alkotásait a Magyar Alkotóművészek Országos Egyesülete által rendezett Magyar Iparművészet kiállításon,  2012. Óbudaváron „Élete és művei” címmel rendeznek kiállítást,  2013. Kiállítást rendeznek „Formát öltött hitvallás” címmel a budapesti Zugligeti Szent Család Plébánián,  2013. „ István a szent király” című kiállítás a Székesfehérvári Egyházmegyei Múzeumban,  2014. „Ablak az égre” címmel, a Boldog Gizella Főegyházmegyei Gyűjtemény emlékkiállítása a veszprémi érseki palotában  2014. Kiállítás a Kelenföldi Szent Gellért Plébánián,  2015. „Dilexit Ecclesiam” Sapientia Szerzetesi Hittudományi Főiskola, Budapest, 2015. Emlékkiállítása nyílik a Tarjáni Plébánián,  2016. „Formát öltött hitvallás” emlékkiállítás Piliscsabán  2016. A Budapesti Szent István Bazilika Kincstárában „ Szerette az Egyházat” c. kiállítás,  2016. Kiállítás a Szécsényi Ferences Kolostorban,  2016. Kiállítás a Máriaremetei Ökumenikus Iskolában,  2017. Kiállítás a Pasaréti Kájoni János Közösségi Házban,  2019. A Szegedi Dóm Látogatóközpontban „ Hitvallás” c. kiállítás  2019. A Tihanyi Apátságban „ Örömmel feléd” c. kiállítás,  2020. Az Egri Érseki Palota Látogatóközpontjában „ a Missziós Kereszt alkotója” c. kiállítás.